# Pest Management Science
Pest Management Science, abgekürzt Pest Manag. Sci., ist eine wissenschaftliche Fachzeitschrift, die vom Wiley-Verlag veröffentlicht wird. Die erste Ausgabe erschien im Jahr 1970. Bis zum Jahr 2000 trug die Zeitschrift den Namen Pesticide Science. Es werden alle Bereiche des Pflanzenschutzes behandelt.
Der Impact Factor lag im Jahr 2020 bei 4,845. Nach der Statistik des Web of Science wird das Journal mit diesem Impact Factor in der Kategorie Entomologie an 5. Stelle von 102 Zeitschriften und in der Kategorie Agrarwissenschaft an 9. Stelle von 91 Zeitschriften geführt.